# Sedan (test nuklearny)

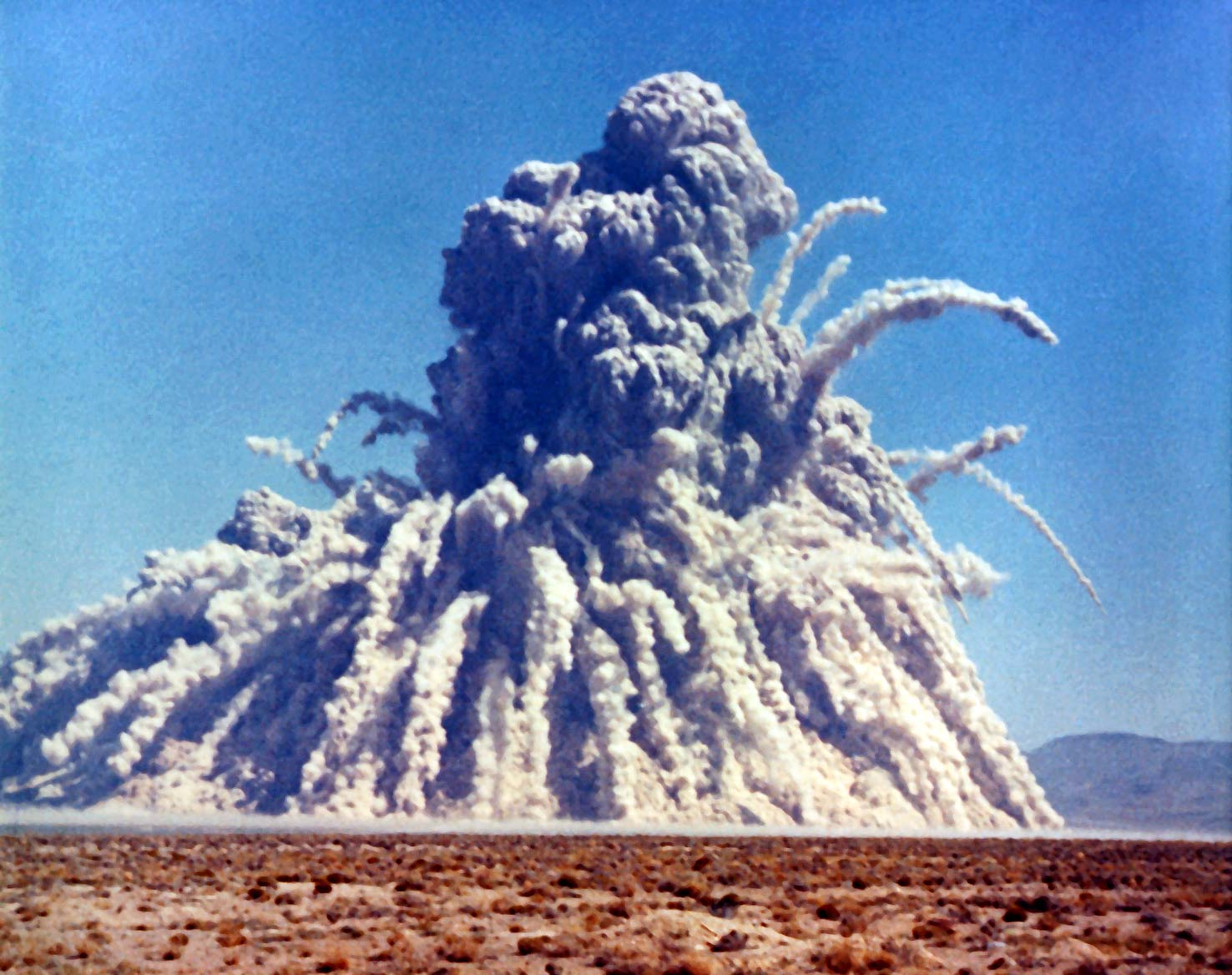
Eksplozja Storax Sedan

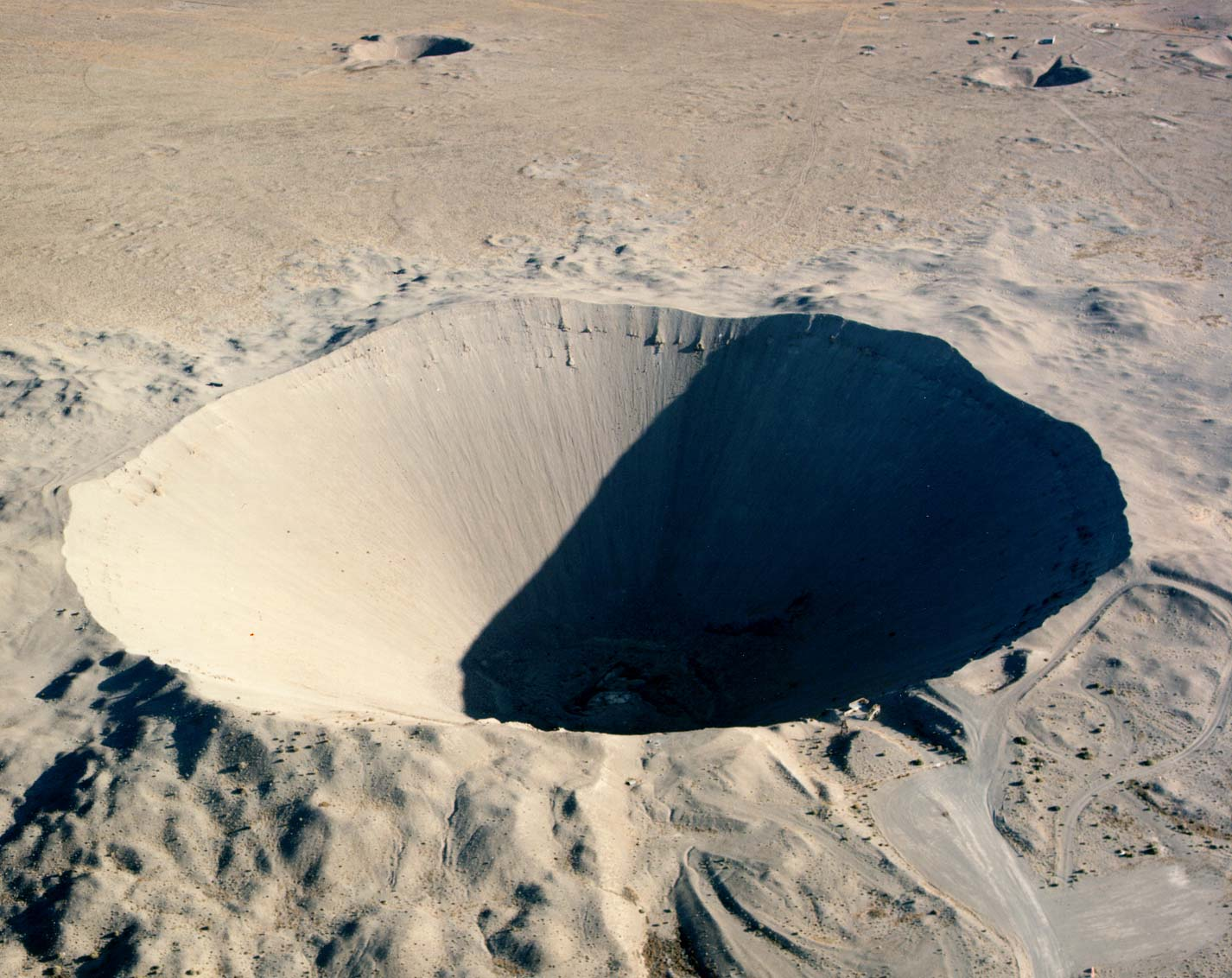
Krater Sedan

Storax Sedan – płytki podziemny test nuklearny dokonany na poligonie nuklearnym w Nevadzie 6 lipca 1962 jako część Operacji Plowshare, służący do zbadania możliwości stosowania energii jądrowej dla potrzeb górnictwa, tworzenia kraterów i innych cywilnych zastosowań. Powstały w wyniku wybuchu krater Sedan jest największym stworzonym przez człowieka kraterem w Stanach Zjednoczonych.
Eksplozja ładunku o sile odpowiadającej 104 kilotonom spowodowała powstanie krateru o głębokości 100 m i średnicy 390 m, a dwie chmury radioaktywne spowodowały silne napromieniowanie kilku hrabstw w stanach Iowa i Nebraska.